# Adriaan Blaauboer
Adrianus (Adriaan) Blaauboer (Gorinchem, 23 juli 1906 – Drachten, 29 oktober 1961) was in de jaren 1942-1961 secretaris van het Openbaar Lichaam De Noordoostelijke Polder. In 1955 werd hij ook benoemd tot plaatsvervangend landdrost van dit openbaar lichaam. Vanaf 1949 combineerde Blaauboer zijn functies in de Noordoostpolder met het ambt van landdrost in het drostambt Elten, een van de Duitse correctiegebieden die na de Tweede Wereldoorlog door Nederland werden geannexeerd maar later weer werden teruggegeven.
Op 1 juni 1961 werd Blaauboer, die lid was van de Partij van de Arbeid, ingehuldigd als burgemeester van Smallingerland. Hij overleed echter in oktober van dat jaar aan een hartstilstand.